# Magyarország vasúttörténete
A magyarországi vasúttörténet szócikk a mai országhatárokon belüli vasutak történetét mutatja be. A történelmi Magyarország területén, a mai Szlovákiában és Romániában vannak olyan vasutak, amelyek régebben épültek a hazai vasutak elődeinél.

## A kezdetek és a reformkor

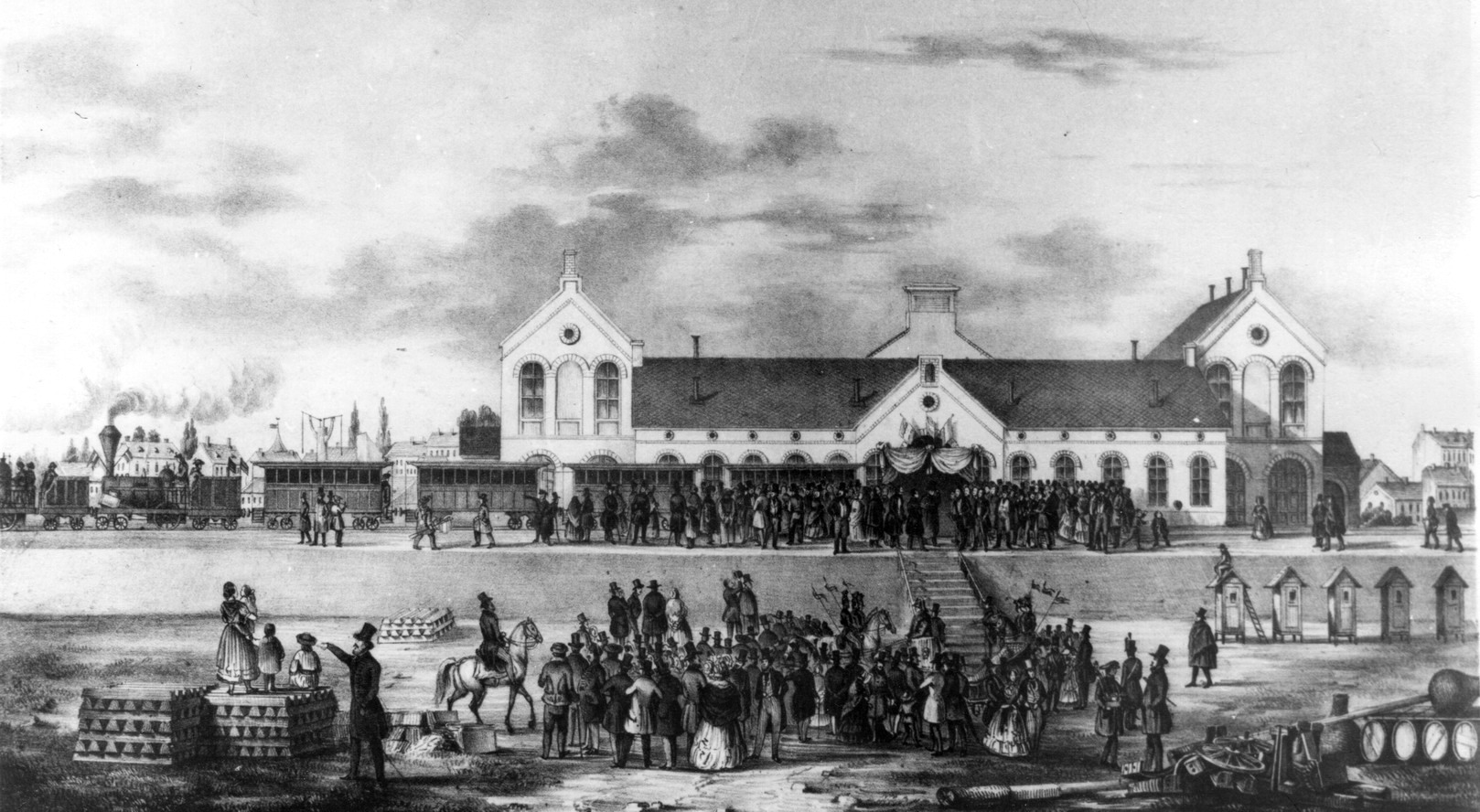
Az első magyarországi vasútvonal megnyitója

A magyarországi vasúttörténet kezdetei a 16. századig nyúlnak vissza, amikor a történelmi Magyarország területén élő német bányászok meghonosították a fából készült nyompályát, a vasúti pálya elődjét. 1827-1828 között kísérletek folytak a pest-kőbányai lebegő vasúttal, de a lóvasúti technológia a hagyományos szállítás konkurenciája miatt nem bizonyult jövedelmezőnek. 1836-ban a király vasútépítéseket lehetővé tevő törvényt fogadott el, ezt követően heves vita alakult ki az országgyűlésen, hogy a Duna jobb- vagy bal oldali partján épüljön meg a két fővárost összekötő vasútvonal. Végül a pesti oldal mellett érvelők kerültek ki győztesen. 1844-ben kezdődött meg a Pestről induló vasútvonal építése, amelyet Vácig 1846. július 15-én nyitottak meg. Ezt követte az 1847. augusztus 20-án átadott Sopron–Bécsújhely-vasútvonal, szeptember elsejére pedig a Pest–Szolnok 99 km hosszúságú szakasz is elkészült.
A vasút hamar gyors fejlődésnek indult, a 19. század ipari forradalmának az egyik legjelentősebb tényezője lett.

## A szabadságharc leverése után
Az 1848–49-es forradalom és szabadságharc leverése és a kiegyezés között a magyarországi vasutakat osztrák és magyar magántársaságok építették a bécsi abszolutista kormány felügyelete alatt. Magyarországon, akárcsak a világ legnagyobb részén a vasutak különleges engedélyekkel, feltételekkel alapított magánvállalkozások voltak, amelyek működését az állam különféle kedvezményekkel segítette, és jelentős profitot hoztak tulajdonosaiknak. A vasutak teljesen megváltoztatták az egyes országok működését, a piacok kiterjedését, a hadviselés logisztikáját. A magánvasúti korszaknak egy, a mai napig velünk élő emléke a Győr-Sopron-Ebenfurti Vasút, amely a mai napig szinte változatlan formában működik, igaz, működését a korábbi modell alapján már a dualista monarchia idején kezdte meg. A kiegyezés évére a hazai vasúthálózat hossza elérte a 2341 kilométert.

## A vasút aranykora: a dualista monarchia

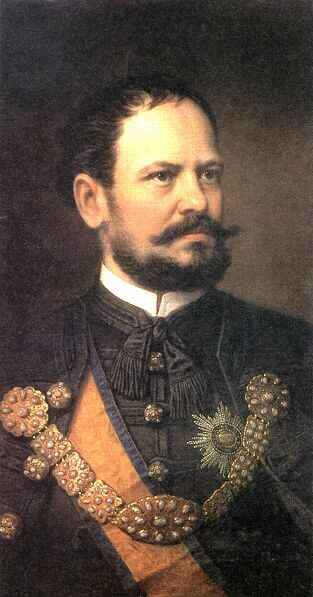
Baross Gábor, a vasminiszter

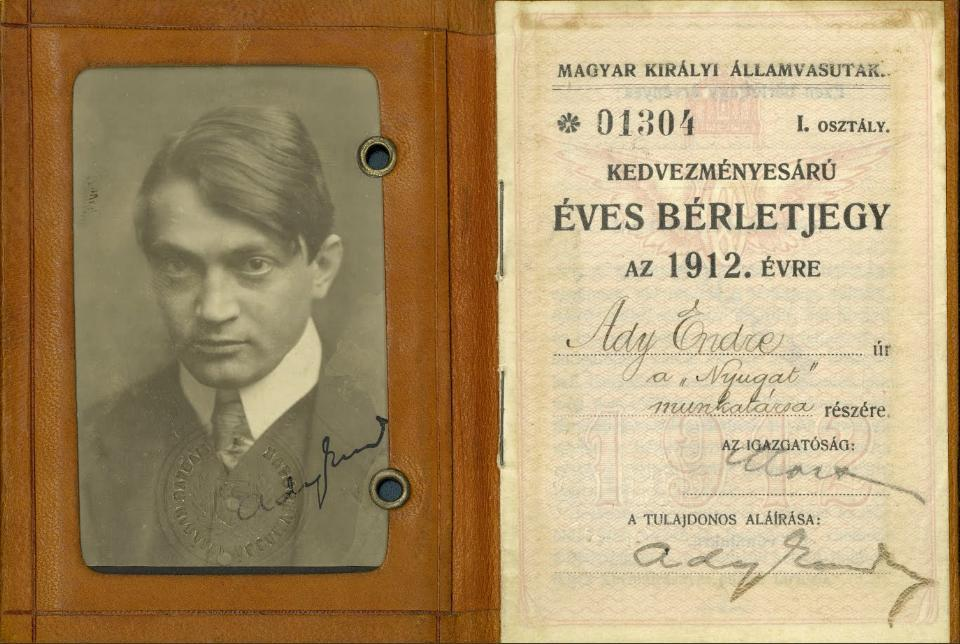
Ady Endre költő éves bérletjegye, 1912

A dualizmus időszakában a magyar kormány jelentős szerepvállalásával fejlődött tovább a magyarországi vasúti hálózat. A kormány már 1867-ben felhatalmazást kapott jelentős, vasút- és csatorna-fejlesztésre fordítható államkölcsön felvételére.
1868-ban ezzel a felhatalmazással élve felvásárolta a csődbe ment Magyar Északi Vasutat. A Közmunka- és Közlekedésügyi Minisztérium 1869-ben elrendelte, hogy az államkincstár kezelésébe vett vasút és a közeljövőben megnyíló Zákány-Zágráb vonal neve Magyar Királyi Államvasutak legyen – így alakult meg a mai MÁV jogelődje. A cs. kir. szab. pest-losoncz-beszterczebánya vasútvonal volt a m. kir. államvasutak első vonala, melynek első állomásfőnöke Kellemffy Károly, a legelső MÁV állomásfőnök lett 1867-től, a mai Józsefvárosban. (A korábbi tüzéri, majd vasútvezetési munkájáért az 1900-as évek elején nemesi címet, Kelenföldi előnevet kapott).
Ettől az évtől a vasútnál az állami szerepvállalás egyre erősödött: az első, törvényi felhatalmazáson alapuló államosításra 1876-ban került sor.
A magyar vasúthálózat jelentős részét kiépítő nagy hazai magán vasúttársaságokat pénzügyi nehézségiek miatt kevés kivétellel államosították. Vonalaikat és járműveiket a Magyar Királyi Államvasutak vette át:
| A hazai vasúttársaságok államosítása          | A hazai vasúttársaságok államosítása | A hazai vasúttársaságok államosítása |
| Vasúttársaság                                 | Vonalhálózat hossza (km)             | államosítás időpontja                |
| --------------------------------------------- | ------------------------------------ | ------------------------------------ |
| Magyar Északi Vasút (MÁV)                     | 126                                  | 1868. december 10.                   |
| Magyar Keleti Vasúttársaság (MKV)             | 603                                  | 1876. február 1.                     |
| Vágvölgyi Vasút (VVV)                         | 140                                  | 1879. december 27.                   |
| Tiszavidéki Vasút (TVV)                       | 604                                  | 1880. január 1.                      |
| az ÁVT Bruck–Győr–Újszőny vonala              | 115                                  | 1882. december 20.                   |
| Első Erdélyi Vasút (EEV)                      | 290                                  | 1884. január 1.                      |
| Duna–Drávai Vasút (DDV)                       | 165                                  | 1884. január 1.                      |
| Alföld–Fiumei Vasút (AFV)                     | 393                                  | 1885. január 1.                      |
| Pécs–Barcsi Vasút (PBV)                       | 74                                   | 1889. január 1.                      |
| Magyar Nyugati Vasút (MNyV)                   | 304                                  | 1889. január 1.                      |
| Első Magyar–Gácsországi Vasút (EMGV)          | 135                                  | 1889. január 1.                      |
| Magyar Északkeleti Vasút (MÉKV)               | 559                                  | 1890. január 1.                      |
| Budapest-Pécsi Vasút (BPV)                    | 206                                  | 1889. január 1.                      |
| Osztrák–Magyar Államvasút-Társaság (ÁVT/OMÁV) | 1207                                 | 1891. január 1.                      |
| Arad–Temesvári Vasút (ATV)                    | 55                                   | 1891. január 1.                      |

Az állami vasutak is terjeszkedésbe kezdtek, illetve 1880-tól külön törvénnyel pártolták a helyi érdekű vasutak csatlakozását hálózataikhoz. A dualizmus korának nagy közlekedéspolitikusa Baross Gábor, a „vasminiszter”, aki mind a személy- mind az áruszállításban jelentős tarifareformot hajtott végre. Az új díjtételek nem csak a vasutak jövedelmezőségét, hanem a vasút kereskedelmet, mezőgazdaságot, ipart fejlesztő hatását is figyelembe vették. A nehéz anyagi helyzetbe kerülő magánvasutakat az állam rendszeresen kisegítette vagy kivásárolta, így a hálózat fejlődése töretlen volt.
A dualista monarchia idején Magyarországon megtelepedett, majd jelentős fejlődésnek indult a vasúti járműgyártás. A növekvő vasúti rendszer igényeit egyre inkább hazai mozdonyok és kocsik elégítették ki. A MÁV saját világszínvonalú gyártókapacitással rendelkezett (MÁVAG), a Rába Magyar Vagon- és Gépgyár néhány évvel alapítása után már Európába, Latin-Amerikába és Afrikába is exportálta termékeit.
1904-es kötelezettségvállalás alapján megszületett "Az Ogulintól Knin irányában létesitendő államvasuti vonal megépitéséről szóló 1912. évi XLVIII. törvénycikk", amely kimondta, hogy dalmát államvasútként Ogulintól az akkori dalmát határig, Kninig 206 kilométer hosszú, másodrendű fővonalat épít a magyar állam hat és fél év alatt, 97 500 000 korona költséggel. Az első világháború végéig 68 km vasúti pálya készült el, így a Császári és Királyi Osztrák Államvasutak érdekeltségéhez tartozó Dalmáciai vasútvonalig tartó szakaszt már a területen alakult új ország, a Szerb-Horvát-Szlovén Királyság fejezte be.

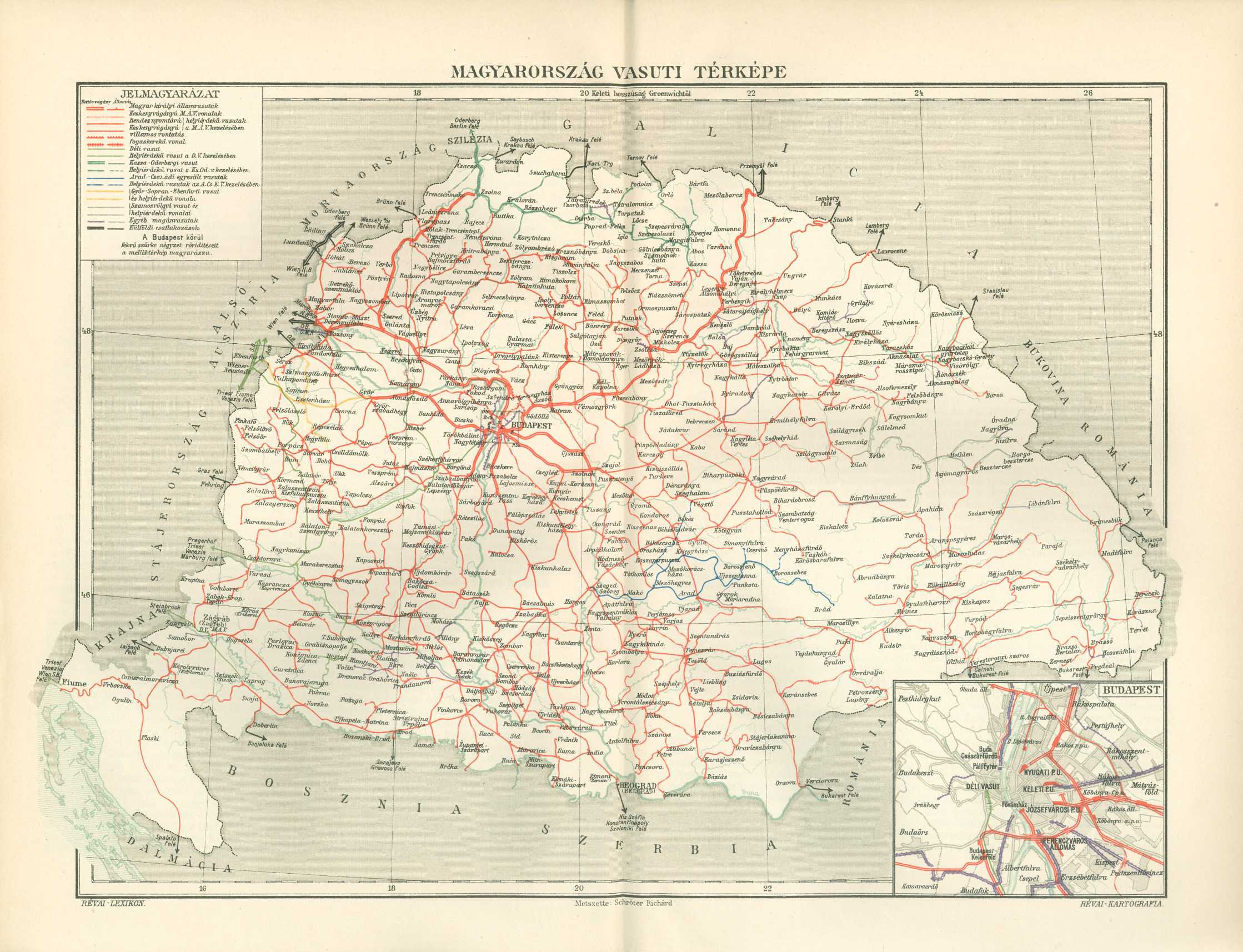
Magyarország vasútvonalai 1918-ban

Az első világháború kitörésekor a történelmi Magyarországon 21 200 km vasútból  18 933 km volt a MÁV kezelésében (44,3% állami tulajdon, 55,7% állami kezelésű magántulajdon). A pályaépítéssel egy időben közel 1500 vasútállomás is felépült, továbbá a történelmi Magyarország területén 1600 km keskeny nyomtávolságú vasútvonal (a mai kisvasutak és közúti vasutak elődei) is megépült.

## A két világháború között
A trianoni békeszerződés eredménye kétszeresen is nehéz helyzetbe hozta a hazai vasutakat: egyrészt a történelmi Magyarország közlekedési hálózatait számtalan helyen vágta el a gyakorlatilag átjárhatatlan új határ. Másrészt a csökkent méretű MÁV számtalan olyan nyugdíjjogosultért kellett helyt álljon, akik a történelmi Magyarország területén maradt vasutaktól eredeztették jogos követeléseiket. Ez olyan jelentős pénzügyi problémákat jelentett az állami vasúttársaság számára, amit a két háború között soha nem tudott megoldani.
Ebben a korszakban jelent először jelentős konkurenciát a vasútnak a közúti közlekedés. A kihívásnak a hazai vasúttársaságok saját busztársaság alapításával próbáltak elébe menni: 1927 februárjában a MÁV, a Déli Vasút, a GYSEV, a Budapest-Tiszai Helyiérdekű Vasút és az Autótaxi Budapest Automobilközlekedési Rt megalapítják a MÁVAUT távolsági busztársaságot, egy évvel azután, hogy a Déli Vasút Budapest és Székesfehérvár között már megpróbálkozik a közúti csomagszállítással.
A korszakban fejeződött be a vasúti rendszer államosítása: 1932. július 1-jén az állam kezelésébe vette az államosított Duna-Száva-Adria Vasúttársaság (korábbi nevén Déli Vasút) mintegy 560 km-es magyarországi hálózatát, és ezzel majdnem nyolc évtizedre gyakorlatilag véget ért a magyarországi magánvasutak korszaka. Ugyanez a tendencia érvényesült Európa-szerte. Az államvasutak és az államok kapcsolata egyre szorosabb lesz. Technikatörténetileg is jelentőséggel bír az a tény, hogy 1932–1947 között a Budapest–Hegyeshalom vonal a világon akkor az egyetlen ipari frekvenciával villamosított vonala volt. Ebben az időszakban a magyar mozdonygyártás világhírű volt.

## A szocialista Magyarország államvasúti rendszere
1949. március 15-én a MÁV gyakorlatilag az állam részévé vált, vezérigazgatósága egyúttal a Közlekedési és Postaügyi Minisztérium (KPM) főosztályának is számított. Az irányítási és végrehajtási funkciók összemosása mögött az a feltételezés állt, hogy egy forradalmi párt által irányított államban nincs érdektagoltság. A vasút-politikai osztályok hálózata szervezte a tisztogatásokat. Az Államvédelmi Hatóság (ÁVH) 1953 végére közel tízezer vasutasról vezetett nyilvántartást. 1953. március 25-26 közötti éjszaka az ÁVH összehangolt akcióval egyszerre 239 vasutast hurcolt el otthonából, azzal a váddal, hogy 1945 előtt a magyar állambiztonság megbízásából is tevékenykedtek: ti. megfigyelték és jelentették a vasúton zajló eseményeket. A Sztálin halála [1953.03.05.] utáni belpolitikai fordulat azonban már nem kedvezett egy ilyen monstre koncepciós vállalkozásnak, az internáltak túlnyomó többségét vádemelés nélkül hazaengedték. A vasutas társadalmat ért igazságtalan meghurcoltatások miatt erkölcsi felháborodás erőteljesen jellemzi az 1956-os forradalom napjait.
A szocialista vasút működésének 1953 előtt sokat propagált jellemzője volt a munkaverseny. A két legjelentősebb, legnagyobb hírnévre szert tett mozgalom a 2000 tonnás mozgalom és az 500 km-es mozgalom volt, melyet egy magasabb rendű munkamódszernek állítottak be. A kommunista rendszer több vasútvonal építésébe kezdett bele, elsősorban nehézipari fejlesztésekhez kapcsolódóan. Tervezték egy belső vasúti körgyűrű megépítését a dunaföldvári híd bekapcsolásával. Sok terv csak terv maradt, a megkezdett építkezések is rendszerint pénzhiány miatt maradtak abba. 1959-től indultak meg az első vonalbezárások, amely a nyugati és déli határ mentén található, Trianon által kettévágott kisforgalmú vasútvonalak felszámolásával járt.
A vontatás korszerűsítése az 1960-as években kezdődött el. Ennek középpontjában eleinte a dízelprogram, majd az első olajválság miatti energiatakarékosság jegyében 1974 elejétől a KPM a vasút-villamosítást helyezte előtérbe. A MÁV teljes hálózatának 1971-re 10, 1980-ra 20,6, 1985-re 25,8, 1990-re 28%-át villamosította.
Az 1968-as közlekedéspolitikai koncepció lényege a vasút-közút közötti kapcsolat átgondolása volt. Az alapkoncepció szerint a népgazdaság nem a konkrét ágazatoktól, hanem a közlekedéstől igényelte a szállítási feladatok teljesítését. Ennek érdekében liberalizálták a közúti áruszállítást, megszüntették a szállítási körzeteket. A vasúthálózat „észszerűsítése” céljából 1968–1982 között összesen 634 km normál, 360 km keskenynyomtávú és 672 km gazdasági vasúti vonalat számoltak fel. A „hálózati racionalizáció” a vasút modernizációjában elkötelezett szakembereknek azt jelentette, hogy a gazdaságtalannak kikiáltott vonalak veszteségének finanszírozása helyett a megmaradó hálózat fejlesztését fogja az állam finanszírozni. A koncepció egyáltalán nem foglalkozott az olajárral, mert megalkotása idején – az 1960-as évek közepén – sem a nyugati, sem pedig a keleti tömbben ez még egyáltalán nem volt kérdés. A vonalbezárások előtti gazdasági felmérések statisztikáit sokszor alakították úgy, hogy a közútnak kedvezzen. A mellékvonalak bezárása nem járt érdemi megtakarítással, a MÁV anyagi helyzete tovább romlott.
Ebben az időszakban a közúthálózat fejlesztése mellett ugyanakkor a hazai vasúti fővonalak pályarekonstrukciót és villamosítást kaptak. 1984-ben pedig megszűnt a menetrend szerinti gőzvontatás.
A kisforgalmú vasútvonalak bezárása nem magyar specialitás volt, ez a folyamat nyugat-európai országokban már korábban lezajlott. (Volt viszont, ahol leálltak vele, mert kiderült a koncepció hibás volta. Ilyen pl. Nagy-Britannia, ahol Beeching Axe néven híresült el a vonalbezárási törvény.) A példát a többi szocialista ország viszont nem követte.
Az 1968. évi IV. törvény a vasútról megszüntette a helyiérdekű vasutakat, kivéve a csak formálisan létező Fertővidéki HÉV-et. A Budapest-környéki helyiérdekű vasutakat integrálják a létrejövő BKV-ba, amely azóta egyfajta elővárosi vasútként, „HÉV” néven működik tovább.
Az 1970-es években a közlekedés-modernizáció sorsát bel- és külföldi események sora kedvezőtlen irányba terelte. A MÁV gazdasági helyzete évről évre romlott. 1980-ban a MÁV még 5700 millió Ft állami támogatásban részesült, 1984-ben az egyenleg már a költségvetés javára mutatott 2977 millió Ft aktívumot. Csökkentek a fejlesztések. A MÁV szolgáltatásai nem tartottak lépést az igényekkel (kulturálatlan körülmények, nem megfelelő csatlakozások, késések stb.). A ki nem elégített beruházási igények felhalmozódtak, ezek volumene 1980-ban már több mint 30 milliárd Ft-ot tett ki.
A kilencvenes évek elejére megtörténik a MÁV részleges privatizációja. Önálló egységként kezeli a vasútépítő egységeket, melyek korábban területi felosztású Építési főnökségekben működtek.

## A rendszerváltás után
Az 1990-es évektől kezdve az Európai Unió tagállamai átalakítják az államvasutakat, és megnyitják a magántulajdonú vasúti vállalkozások előtt az állami hálózatokat, ám komolyabb liberalizációra még nem került sor. A változások jegyében 1993. június 30-án a MÁV is újra részvénytársasággá alakult. Az 1990-es, 2000-es évek új vasúti társaságai a 19. század magánvasútjaitól eltérően pályahálózatot nem működtetnek, hanem csak vonatokat közlekedtetnek. Magyarországon az első ilyen vállalkozás, a Floyd, 2004. június 17-én kapott működési engedélyt. Ezzel párhuzamosan megkezdődött a MÁV átszervezése, melynek során kivált belőle a két fő üzletág. A teherszállítással foglalkozó MÁV Cargo Zrt. és a személyszállítási MÁV-START Zrt.. A karbantartási és egyéb feladatok végzésével már korábban leányvállatokat bíztak meg a MÁV csoportban. Az előző részben említett és privatizált Építési Főnökségek a kilencvenes évek elejétől részben MÁV és magán tulajdonú kft.-ben folytatták tevékenységüket.

## A magyarországi vasutak történetének kronológiája
| Év                  | Esemény |
| ------------------- | --- |
| 1827. augusztus 20. | Elkészül a pest-kőbányai telep kísérleti vasútja, amelyet azonban csekély jövedelmezősége miatt a következő évben elbontanak. |
| 1836. május 2.      | A király szentesíti a vasútépítéseket és magánvállalkozásokat lehetővé tevő 1836. évi XXV. törvénycikket. |
| 1846. július 15.    | Megnyitják a mai Magyarország első vasútvonalát Pest és Vác között. (Budapest–Vác–Szob-vasútvonal) |
| 1866. július 30.    | Megnyílik az első hazai városi lóvasút Pest, Széna tér és Újpest, Városkapu között a Pesti Közúti Vaspálya Társaság üzemeltetésében. |
| 1868. július 1.     | A kormány megvásárolja a Pest-Salgótarján vasútvonalat üzemeltető, nehéz pénzügyi helyzetbe került Magyar Északi Vasutat. |
| 1869. október 31.   | Mikó Imre közmunka és közlekedésügyi miniszter kiadja a Magyar Királyi Államvasutak (MÁV) alapító levelét, amely az állami pénzből épülő, vagy államosított vasútvonalakból áll. |
| 1874. június 24.    | Megnyitják a forgalom előtt Magyarország legelső fogaskerekű vasútját (budapesti fogaskerekű vasút). |
| 1876. január 20.    | Aláírják az első vasúti államosítás szerződését (Nagyvárad-Kolozsvár-Brassó), amelyet december 28-án az 1876. évi L. törvényben szentesítenek. |
| 1877. október 28.   | Megnyílik a Gustave Eiffel irodája által tervezett Nyugati pályaudvar Budapesten. |
| 1880. június 14.    | Kihirdetik a helyiérdekű vasutakról szóló XXXI. törvénycikket, amely tíz év adómentességet és 90 éves koncessziót ígér. Ezzel kezdetét veszi a hazai mellékvonali hálózat kiépítése. |
| 1887. november 28.  | Megnyílik Budapest első villamosvonala a Nyugati pályaudvar és a Király utca között, ezzel Magyarországon is megjelenik a villamosított közúti vasút. |
| 1889. augusztus 1.  | Életbe lép a Baross Gábor nevéhez kötött új vasúti díjszabás, a zónatarifa-rendszer, ami tömegek számára teszi elérhetővé az utazást Magyarország-szerte. |
| 1897. február 22.   | A győri cégbíróság bejegyzi a Rába Magyar Vagon- és Gépgyárat, ami az első petroleumszállító kocsi legyártását követő évben már exportra is termel. |
| 1924. április 22.   | A MÁVAG legendás 424-es mozdonyának próbaútja Budapest és Vác között. |
| 1932. július 1.     | Államosítják a Duna-Száva-Adria Vasúttársaságot (korábban Déli Vasút), ezzel megszűnik az utolsó jelentős magánvasút. |
| 1932. augusztus 17. | Forgalomba állítják a villamos Kandó-mozdonyt, a magyar technikatörténet egyik jelentős alkotását. |
| 1948. június 24.    | Átadják a hazai vasutas-utánpótlás büszkeségét, az Úttörővasút első szakaszát, amelyet ma Gyermekvasútként ismerünk. |
| 1949. március 15.   | A MÁV a totális állam részévé válik, a vezérigazgatóság formálisan Közlekedés- és Postaügyi Minisztérium főosztályává válik. |
| 1968. január 1.     | Megalakul a Budapesti Közlekedési Vállalat (BKV) a Fővárosi Villamos Vasút, a Fővárosi Autóbuszüzem, a Budapesti Helyi Érdekű Vasút (a HÉV elődje) és a Fővárosi Hajózási Vállalat összevonásával. |
| 1968. október 17.   | Az minisztertanács megalkotja azt a közlekedéspolitikai koncepciót, amely a vasúthálózat teljes felülvizsgálata és sok esetben a forgalom közútra terelését irányozza elő. Eredményeképpen sok mellékvonal és kisvasút szűnik meg a következő évtizedben. |
| 1993. június 30.    | A MÁV kizárólagos állami tulajdonú részvénytársasággá alakul. |
| 2001. május 16.     | Évtizedek óta elsőként új vasútvonal épül. Ennek oka, hogy Magyarországnak nem volt vasúti kapcsolata Szlovéniával. A Zalalövő – Bajánsenye vonal 19 km hosszú. Érdekessége, hogy a vonalat a közlekedéspolitikai koncepció végrehajtása során egyszer már megszüntették; az új vonal azonban nem pontosan a régi nyomvonalon halad természetvédelmi okok miatt. |
| 2004. június 17.    | Engedélyt kap a második világháború óta az első magyar magánvasúti társaság, a Floyd Zrt. |
| 2005. december 10.  | Megszűnik a rendszeres forgalom a MÁV történetének első pályaudvarán, a Józsefváros pályaudvaron. |
| 2006. január 1.     | Hatályba lép a vasúti közlekedésről szóló 2005. évi CLXXXIII törvény, amely teljesen megnyitja a magyarországi pályákat a külföldi és magánfuvarozók előtt. A vasúti árufuvarozás a magánvasutak feladata lett. |
| 2007. március 3.    | A Gyurcsány-kormány leállítja 14 mellékvonalon a személyforgalmat. |
| 2007. július 1.     | A MÁVból kiszervezik a személyszállítási üzletágat, így megalakul a MÁV-START Zrt. |
| 2008. január 2.     | MÁV Cargo Zrt. privatizálása. |
| 2009. október 20.   | A Bajnai-kormány leállítja 33 mellékvonalon a személyforgalmat. |
| 2010. július 4.     | A Második Orbán-kormány visszaállítja 4 mellékvonalon a személyforgalmat. |
| 2010. december 12.  | A Második Orbán-kormány visszaállítja 6 mellékvonalon a személyforgalmat. |
| 2023. augusztus 1.  | Az Ötödik Orbán-kormány leállítja 10 mellékvonalon a személyforgalmat. |